# James Bradley

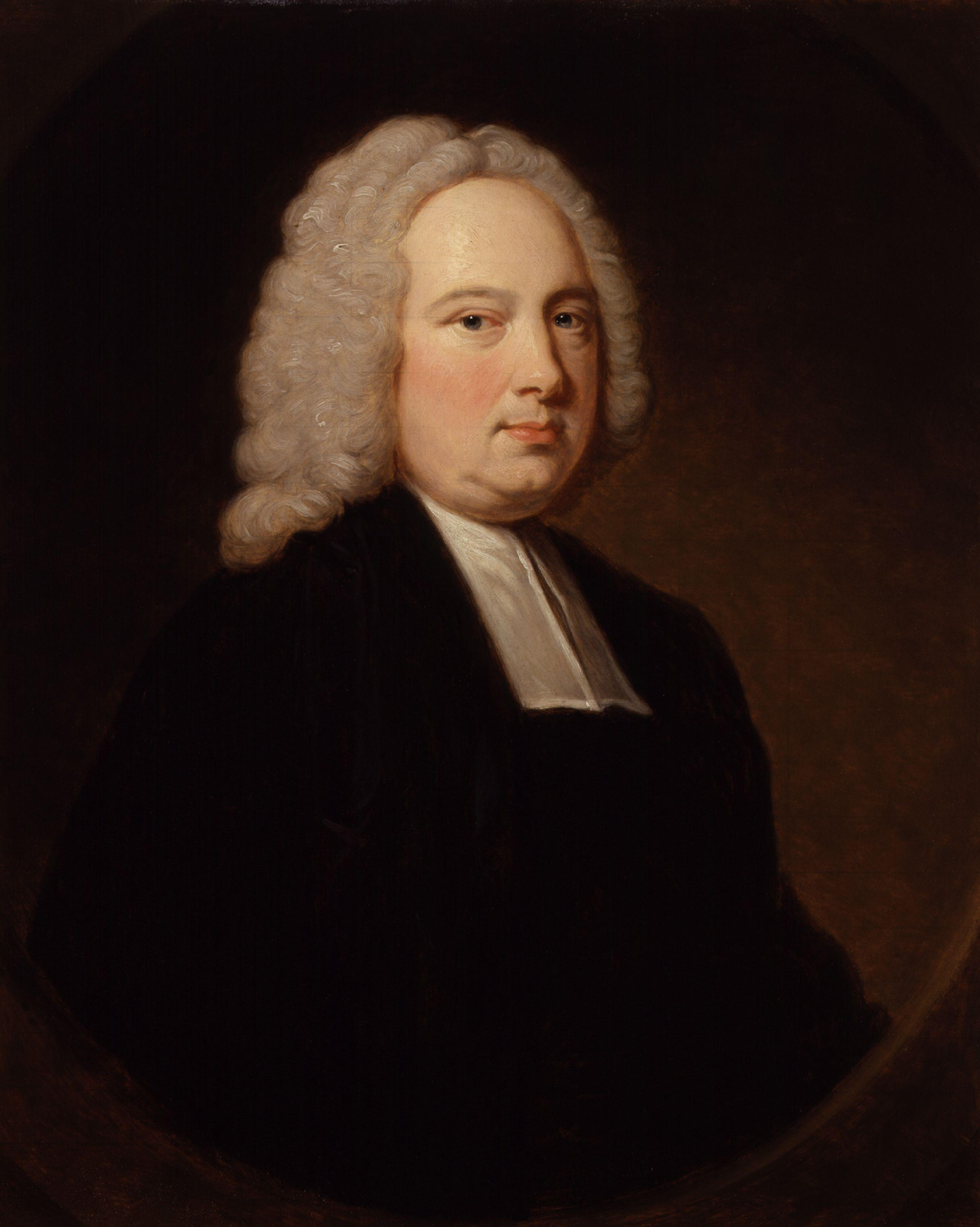
James Bradley, naar een schilderij van Thomas Hudson, c. 1742-47

James Bradley (Sherborne, maart 1693 – Chalford, 13 juli 1762) was een Engels astronoom, die in 1742 Edmond Halley opvolgde als derde Astronomer Royal. In 1728 ontdekte hij de aberratie van het sterrenlicht terwijl hij probeerde de parallax van nabijgelegen sterren te bepalen. Hiermee was voor het eerst door observatie het bewijs geleverd dat de aarde rond de zon draaide en het copernicaanse model van het zonnestelsel bevestigd. In 1748 ontdekte hij de nutatie van de aardas.

## Levensloop
Bradley's ouders waren William Bradley en Jane Pound. Hij liep school in Northleach in het graafschap Gloucestershire en werd verder opgeleid aan het Balliol College aan de Universiteit van Oxford. Praktijkervaring deed hij op bij zijn oom James Pound (1669-1724) die in zijn parochie Wanstead in Essex ook werkte aan astronomische observaties. Deze introduceerde Bradley bij Edmond Halley. Bradley had al enkele astronomische publicaties op zijn naam, toen hij op voorstel van Halley in 1718 lid werd van de Royal Society. Hij werd diaken en priester gewijd in 1719 en werkte een tijdlang in die functie.
Die functies gaf hij op toen hij in 1721 John Keill opvolgde als hoogleraar astronomie aan de Universiteit van Oxford. Hij bleef titularis van deze Savilian leerstoel tot aan zijn dood. Hij werd er ook lector in de experimentele filosofie (natuurwetenschap) van 1729 tot 1760, toen hij wegens gezondheidsredenen zijn ontslag moest nemen. Bradley overleed kort daarop en werd begraven in Minchinhampton.
Zoals andere astronomen in die tijd werkte Bradley voortdurend aan het verbeteren van zijn instrumenten. Bradley testte en experimenteerde bijvoorbeeld met de reflector telescoop en de sextanten van de Engelse instrumentenbouwer John Hadley (1682-1744). Na zijn aanstelling als Astronomer Royal in 1742 aan het observatorium in Greenwich, zou hij ook hier de accuraatheid van het instrumentarium verder op punt stellen.

## Aberratie en nutatie
Tijdens zijn pogingen om de parallax van sterren te bepalen stootte Bradley op een ander verschijnsel dat hij aanvankelijk niet kon verklaren. De astronomen John Flamsteed en Robert Hooke hadden reeds eerder waargenomen dat de schijnbare positie van de ster Gamma Draconis veranderde al naargelang de positie van de aarde, en allebei schreven ze het toe aan de parallax. Cassini had echter aangetoond dat dit onmogelijk het geval kon zijn, aangezien de richting van de verplaatsing daarmee niet klopte.
Zoals zijn voorgangers merkte Bradley op dat de schijnbare positie van de sterren in een jaar tijd tot 20 boogseconden vooruit of achteruit kon verschuiven, een effect dat hij niet kon toeschrijven aan de parallax. Bradley kon het waargenomen effect wel verklaren als het gevolg van de jaarlijkse beweging van de aarde (met de waarnemer) ten opzichte van de ster (onbeweeglijke lichtbron) en van de eindige lichtsnelheid. Hij noemde het de aberratie van het licht en deelde zijn ontdekking in 1728 mee in een brief aan Edmond Halley. Deze brief werd op 9 januari 1729 voorgelezen aan de Royal Society. Op basis van de aberratie kon Bradley vrij nauwkeurig de snelheid van het licht bepalen op 295.000 km/s.
Bradley ontdekte nog een andere afwijking in de schijnbare positie, die noch door de parallax, noch door de aberratie te verklaren was. Deze bleek samen te hangen met de cyclus van de maan en Bradley begon een 19 jaar durend onderzoek tot hij zeker was van zijn zaak. In 1748 deelde hij zijn tweede grote ontdekking, die hij de nutatie van de aardas noemde, mee in een brief aan de graaf van Macclesfield. Deze werd in 1748 voorgelezen aan de Royal Society en voor deze ontdekking ontving Bradley de Copley Medal. De parallax van de sterren waar men in de 18e eeuw tevergeefs naar op zoek was, was dus nog steeds niet waargenomen. Uiteindelijk zou Friedrich Bessel daar pas in 1838 in slagen, dankzij verbeterde instrumenten.

## Onderscheidingen
- 1742 - Toen Edmond Halley stierf in 1742 werd Bradley benoemd tot Astronomer Royal.
- 1746 – Bradley wordt lid van de Academie der Wetenschappen in Berlijn.
- 1748 – Bradley ontvangt de Copley Medal van de Royal Society naar aanleiding van zijn ontdekking van de nutatie van de aardas.